# Peñamecer
Peñamecer es un despoblado español del municipio de Villarmayor, perteneciente a la provincia de Salamanca, en la comunidad autónoma de Castilla y León.

## Historia
Hacia mediados del siglo XIX, el lugar, por entonces referido como una alquería ya perteneciente a Villarmayor, tenía contabilizada una población de tres habitantes. Aparece descrito en el duodécimo volumen del Diccionario geográfico-estadístico-histórico de España y sus posesiones de Ultramar de Pascual Madoz con las siguientes palabras:

PEÑAMECER: alq. en la prov. de Salamanca, part. jud. de Ledesma, térm. municipal de Villamayor. pobl.: 1 vec., 3 alm.
(Madoz, 1849, p. 785)

En 2022, no tenía empadronado ningún habitante.